# Герб Рагачова
Герб Рагачова — геральдичний символ Рагачова, наданий місту 16 серпня 1781 року : «чорний баранячий ріг у золотому полі»  .
У сучасній Білорусі офіційний статус отримав 29 травня 2001 року  . Значиться під № 62 у реєстрі гербових знаків країни.

## Опис
Офіційний опис:
В золотому полі французького щита чорний бараній ріг
Оригінальний текст (рос.)
В золотом поле французского щита чёрный бараний рог.

## Історія міста Рогачева
Місто розташоване на правому березі Дніпра при впадінні в нього річки Друть. В результаті злиття двох річок утворюється куток, який по-білоруськи називається «рог», і, ймовірно, звідси пішла назва міста. 1142 рік вважається датою заснування міста Рагачова. , коли він вперше згадується в Іпатіївському літописі у зв'язку з роздачею київським князем Всеволодом Волгавичем своїм братам міст Туравської та Володимирської землі. Вважається, що місто виросло з феодального замку.
У XIII столітті Рогачів входив до складу Великого князівства Литовського, а пізніше став власністю князя Дамонта. Протягом XIV-XVIII століть Рогачів виступав як центр волості. У 1509 році князь Федір Іванович з Пінська та його дружина Олена передали Рогачів, разом з іншими містами, у власність королю Жигимонту І Старому.
У XVI ст. на місці городища був побудований Рогацький замок королеви Бони Сфорца, який мав стратегічне значення. Під час воєн середини 17 ст. , увійшовши до системи оборони кордону, неодноразово зазнавав пожеж і спустошень.
Внаслідок першого поділу Речі Посполитої (1772 року) Рогачів увійшов до складу Російської імперії і став центром Рогачівського повіту Рогачівської губернії. З 1772 року по 1776 рік він був центром Рогачівського воєводства Могильовської губернії. Після 1776 року він став центром повіту.

## Отримання герба та його первісного вигляду

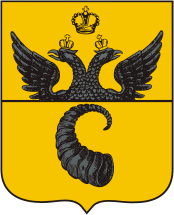
Герб Рагачова 16 серпня 1781 року. «У верхній частині щита частина герба Могильова: в золотому полі половина російського герба. Внизу в золотому полі чорний баранячий ріг, що означає назву цього міста».

16 серпня 1781 року місто отримало герб, який був схвалений російською імператрицею Катериною II. Опис герба наступний: у верхній частині щита розташована частина герба Могилева - золоте поле з половиною російського герба. У нижній частині на золотому тлі зображений чорний баранячий ріг, який символізує назву цього міста.

## Наступний розвиток герба
6 лютого 1862 року герб Рагачова зазнав змін у стилі гербів західних міст Білорусі. Чорний триголовий орел із трьома коронами, який раніше прикрашав герб, був вилучений, і на його місце був введений чорний баранячий ріг на золотому щиті. Праворуч угорі був поміщений герб Могильовської губернії. На золотому щиті також розташовано потрійну зелену могилу, на вершині якої знаходяться червоні колоски із зеленим листям. Щит оточений золотими колосками, які з'єднані Олександрівською стрічкою. Над щитом розташована срібна кам'яна трибаштова корона.

Наступні зміни в гербі відбулися під час встановлення радянської влади. За радянських часів з герба прибрали всі символи, крім чорного баранячого рогу та жовтого французького щита. Але суттєвих і офіційних змін у гербі не було.
Сучасний герб міста Рогачов та Рогачовського району представлений на золотому полі французького щита (прямокутного щита із загостреною основою) у вигляді чорного баранячого рогу. Цей герб був схвалений 4 травня 2001 року рішенням Рогачівської районної Ради депутатів і включений до Гербового реєстру Республіки Білорусь 18 травня 2001 року.